# Piptochaetium setosum
Piptochaetium setosum là một loài thực vật có hoa trong họ Hòa thảo. Loài này được Arechav. miêu tả khoa học đầu tiên năm 1896.